# The House Always Wins
The House Always Wins conocido en América Latina y España como La Casa Siempre Gana es el tercer episodio de la cuarta temporada de la serie de televisión estadounidense Ángel. El guion del episodio fue escrito por David Fury y la dirección estuvo a cargo de Marita Grabiak. Se estrenó en los Estados Unidos el 20 de octubre de 2002.
En este episodio Ángel, Gunn y Fred visitan a Lorne en Las Vegas quien se ha convertido en una celebridad asombrosa. Lamentablemente está siendo chantajeado para robar el destino de las personas.    

## Argumento
Ángel, Fred y Gunn deciden visitar Las Vegas para darse un pequeño descanso del negocio de Investigaciones Ángel y de la guardia de un Connor sin hogar. Los tres llegan al casino Tropicana donde Lorne tiene su propio show y es una celebridad altamente estimada y popular. Durante su presentación en vivo donde le permite a algunas personas participar a modo de karaoke, Lorne ignora por completo a sus amigos. 
Esto genera grandes sospechas principalmente en Ángel quien decide hablar personalmente con Lorne, pero los guardias de seguridad se lo impiden y lo echan del casino. Fred y Gunn también comienzan a sospechar cuando notan la desaparición de Ángel y deciden investigar también. Mientras descansa en su camerino, Lorne es visitado por el dueño del casino y su jefe, Lee DeMarco, quien obliga a Lorne a decirle lo destinos de la gente que invitó a cantar durante su presentación. 
Fred se hace pasar por una "Lornette" (una bailarina del show de Lorne) para poder hablar en privado con su amigo demonio. Lorne le explica a Fred que está siendo chantajeado para ayudar a "robar" los destinos de las personas. Juntos idean un plan para escapar de los guardias y lo consiguen con el apoyo de Gunn. Desafortunadamente Ángel pierde su destino como las demás víctimas del casino al intentar ayudar a sus amigos. 
En Los Ángeles, Wesley lleva su relación sexual a un nuevo nivel cuando ambos deciden hacer el amor por teléfono, al mismo tiempo que Wesley busca meterse más en los negocios de W&H. Lorne le explica a Fred y a Gunn que las personas cuyos destinos son robados se convierten en una especie de zombis que buscan desesperadamente ganar los juegos del casino, cuando en realidad los juegos están arreglados para que la casa siempre gane. De repente los tres son atrapados por los guardias del casino y llevados ante la presencia de Lee. El dueño del casino se muestra furioso de las acciones de Lorne y se prepara para castigarle amenazando de muerte a Fred y a Gunn. Mientras tanto, Cordelia, en su plano superior es testigo de todo lo que pasan sus amigos y usa sus poderes avanzados para alterar la máquina en la que juega Ángel proporcionándole la victoria del juego.             
Ángel es llevado a la misma habitación donde sus amigos están a punto de ser ejecutados. Cuando Ángel ve que Fred está a punto de ser asesinada, cambia a su cara de vampiro y derrota a los guardias. Lorne aprovecha la distracción y rompe la bola de cristal mística que le regresa los destinos robados a sus respectivos dueños. La pandilla decide regresar a Los Ángeles junto a Lorne mientras discuten la posible razón por la que Ángel ganó. Los tres se congelan cuando ven en el vestíbulo a Cordelia quien no reconoce a sus amigos.

## Elenco

### Principal
- David Boreanaz como Ángel.
- Charisma Carpenter como Cordelia Chase.
- J. August Richards como Charles Gunn.
- Amy Acker como Winifred Burkle.
- Vincent Kartheiser como Connor.
- Alexis Denisof como Wesley Wyndam-Pryce.

## Producción

### Actuación
El actor Andy Hallet (Lorne) declaró que este episodio es su favorito por cumplir uno de sus sueños: tener un show en Las Vegas.

### Filmación
El episodio fue filmado en varios sets de Las Vegas y casinos, específicamente en la calle Fremont, la cual está lejos del casino Tropicana donde supuestamente la acción del episodio transcurrió según Ángel.

### Continuidad
- Cordelia regresa de su plano superior sin memoria de nada de lo que pasó en toda su vida.
- Lorne regresa a Los Ángeles luego de su breve partida (Tomorrow).

## Recepción y críticas
El episodio fue criticado por ser muy "anticuado", sirviendo exclusivamene para traer de regreso a Lorne y Cordelia en la serie, y por su "velada" alegoría de usar magia para reflejar a las personas que pierden sus ambiciones y sueños por jugar en los casinos.